# 吉原じゅんぺい
吉原 じゅんぺい（よしはら じゅんぺい、1977年10月28日 - ）は日本の放送作家。本名は吉原順平。ニックネームはじゅんぺー、バンデラス。血液型はO型。東京都町田市出身。都立成瀬高校、中央大学卒業。

## 来歴・人物
- 文化放送「品川庄司のLIPS PARTY 21.jp」の特別企画「作家オーディション」で、グランプリを獲得し、作家デビュー。その時の名前はロッキーだった。

- その後、CBC放送「ダイノジのキスで殺してくれないか」、文化放送「ロバートのガッチャガッチャ」など、吉本芸人の番組に関わったことがキッカケで、吉本芸人のライブの構成などにも参加するようになる。

- 吉本で仕事をする際は、「バンデラス」というペンネームを使用している。吉本での同期はアームストロング、チーモンチョーチュウ、鈴Pなど。

- 2002年頃から、「勝手に同期会」という会を主催をしている。「仕事を始めた時期が、だいたい同じ」という若手芸人に、一方的に、「同期だね」と言い、メンバーに加えていく。特に何か活動をしているわけではない。ただ、現場などで会った時に、「よぅ！同期！」と声をかけるくらい。

- 2004年に、ライブ、特番などで一緒になったことがきっかけで、オードリー（当時・ナイスミドル）も「勝手に同期会」のメンバーに加わった。ただ、オードリーからは敬語を使われているため、正式に同期と思われているかは微妙。
- 「勝手に同期会」には、他にいち・もく・さん、THE GEESE、どきどきキャンプなどがいる。

- 「好きな分野は『アニメ』『ゲーム』。幼稚園から小学校まで、ずっとアニメソング歌手になりたかった。」とラジオ番組の中で語っていた。そのせいか、アニメソング番組や声優番組、アキバ系番組を構成することが多い。

- 中央大学文学部哲学科卒業。在学中は、漫画研究会（漫研）に所属していた。

- 三人兄弟の末っ子。

- 長兄はアスキー・メディアワークスで編集をしている。

- 次兄はLAUNDRYのTシャツデザインなどで知られるデザイナーのPansonWorks。

## エピソード
- 先輩作家の藤谷弥生、鈴木おさむ、大井洋一を尊敬している。藤谷弥生の前に出ると、いつも以上に喋るようになる。しかし、鈴木おさむの前に出ると、緊張して、ものすごく無口になる。

- 声優の大谷育江のファン。以前、大谷本人とは全く無関係の担当番組の中で、勝手に『大谷育江さん誕生日祝い』をしたこともある。その時、「あわよくば、これを聞きつけて、大谷さんが番組に遊びに来てくれないかな。」と語っていた。

- 他にも、若林直美、三輪勝恵の隠れファンである。

- 塩沢兼人、高木均のファンでもあった。

- 大学時代のサークルの先輩に赤松健がいる。その縁もあり、番組で仕事場の取材などをしている。

- 赤松健のブログにて「今、一番面白いラジオは『鉄のラジオバレル』。構成しているのは、漫研の後輩の吉原くん。」と褒められたことを喜んでいた。

- お酒が大好きで、チェーンの居酒屋で、一晩で20万円を使ったことがあるらしい。「飲み代20万って、食べ物代を別にした、純粋な飲み物代だけでですよ。あの時は奢ってもらったからいいけど、絶対に割り勘で飲みたくない人。」と周囲の人間が証言している。

- 以前、番組の中でパーソナリティーに「ドSなんですか?」と言われ時、「う〜ん、俺の場合、Sとか、そういうんじゃなくて、ただ性格が悪いだけだと思う」と訂正した。

- 2008年3月1日に幕張メッセで行われた「福井裕佳梨・川本成のカニフラワー」の公開録音にて、コーナーで使う小道具を運ぶ為にステージへ登場。その際に川本成から観客へ放送作家である事を紹介されたり、「この黒ヒゲが……」等と、お笑い用語で言う所の「イジリ」を受けた。

- 「福井裕佳梨・川本成のカニフラワー」の最終回で、パーソナリティーを泣かそうと、様々な演出をしかけた。しかし、自分でしかけたそれらの演出で、パーソナリティーよりも先に、自分自身が泣いてしまうという失態を犯した。

- 「STB〜桜真町町内放送〜」の最終回イベントでは、出演者に「先に泣いたら、すまん！」と事前に断わりを入れていた。しかし、本番では「ギリギリこらえた！」とのこと。

- 後輩芸人との飲み会を趣味としている。毎回、20人前後の若手芸人が居酒屋に集まり、一晩中、飲み語り明かすという、非常に健全で、尚且つ非常に前向きな会となっている。この会の開催趣旨を問われたとき、「お金を全額出す分、後輩に対して威張れて気持ち良いから。」と答えた。

- 人生の意義を問われたとき、「基本的に、人に褒められたくて、頑張って生きてます。」と答えた。

- 運動が苦手。中学、高校時代の体育の成績は、主に「1」だった。本人いわく、「体を動かすという感覚が、まったく理解できない」とのこと。

- 座右の銘は「俺の担当している番組を聴いてくれている人に、悪い奴はいない！」

- 2009/10/23に放送された『Webラジオ 私立聖帝学園放送部』内で「Wikipediaでは32歳になってる、実際は違うけど」と発言。実際の年齢は不詳。

- 父親が動物園のチンパンジーの飼育係だったため、チンパンジーについて詳しい。

- 「ウィキペディアの『吉原じゅんぺい』の項目は、9割以上、俺自身が書いているからね。」と、この項目が、自作自演であることを認めている。

- ウィキペディアの『吉原じゅんぺい』の項目に対して、本人以外の書き込みが増え始めたため、2008年4月の段階で、本人が書き込んだ文章は、実際には、7割程度になっている。

## 担当番組
名前を確認することができる担当番組
（『バンデラス』名義のTV、ラジオは除く）
（単発番組、特番は除く）

### ラジオ
2008年
- よゐこのアキパラ
- 平野綾 RADIOアニメロミックス
- ロバートのガッチャガッチャ（番組内コーナー『新しい童謡』編曲担当）
- 近江知永の「す」!
- みんな友達！戦国バサラジオ
- 福井裕佳梨・川本成のカニフラワー
- 中原麻衣・ひぐらしのなく頃に〜夜更し編〜
- AKB48 今夜は帰らない…
- 平成ノブシコブシの御レディオ
- 片岡あづさのわたしにやさしい時間
- ペルソナラジオ（ペルソラ）
- アニメロミックスPresents Say!GoodLuck!
- 藤田咲の音がナル箱庭
- 小林ゆうの小林文明
- ヒデラジZ
- 霜月はるかのFrost Moon Cafe
- 関東図書基地広報課
- ワールド・デストラクション〜世界放送委員会〜
- 大竹まこと ゴールデンラジオ
- Hey!Sei-Yuu!　〜koetama*Radio Junction〜
- ペンギン娘らじぉ
- 狗ラジ TB-SHOW
- ヒャッコ とらのこラジオ
- STB 〜桜真町町内放送〜
- 鉄のラジオバレル
- シャイニング・フォース フェザー〜フォースMAX　全開ラジオ〜
- ティアーズ・トゥ・ティアラ 花冠の大地〜ゆうことまことの〜
- パーフォーマー　パラダイス

2009年（前年より継続中のレギュラー番組を除く）
- 私立聖帝学園放送部~VitaminZ~
- 東のエデン放送部
- webをかけるMAKO
- とりあえず生中（仮）アニメ・ゲームの木曜日
- VELVET-NETWORK
- 『うみねこのなく頃に』Episode R -Radio of the golden witch-
- RADIOアニメロミックス
- ラジオStrikerS
- 霜月はるかのFrost Moon Cafe第2期
- 『デュラララ!!ラジオ 略して デュララジ!!』

2010年（前年より継続中のレギュラー番組を除く）
- 小野坂・小西のO＋K

2013年（前年より継続中のレギュラー番組を除く）
- 柿原徹也のＫＫＨＲラジオ
- 電波諜報局
- TVアニメ夜桜四重奏 Web Radio「木曜から夜ザクラ」

2014年（前年より継続中のレギュラー番組を除く）
- ハイキュー!!烏野高校放送部
- アオハラジオ
- 光浦靖子・平沼紀久・HAKUEIのノリノリでいこうぜ
- RADIO RONDO ROBE　MY ON AIR
- よゐこ有野＆アメザリ平井・おとなもおもちゃ
- ラブライ部 ラジオ課外活動 〜にこりんぱな〜
- えみつんファイトクラブ
- 精霊使いの剣舞放送
- 小野坂昌也＆安元洋貴　ラジオアワー世界の王
- 鈴村健一＆逢坂良太　バンプレラボ
- カードファイト！ヴァンガードRADIO　俺たちレギオンメイト
- 蒼きラジオのアルペジオ
- TYPE-MOON VOICE PHANTASM『ひびちからじお！』
- ワタモテRADIO
- 朴ロ美＆羽多野渉　MFR
- しろくまカフェのおでかけラジオ
- 幻影ヲ駆ケルＲＡＤＩＯ
- スタミュラジオ

2016年（前年より継続中のレギュラー番組を除く）
- ラブライブ！サンシャイン!! Aqours浦の星女学院RADIO!!!
- 羽多野渉の『羽多野るるる』
- 高野麻里佳 あなたの隣家のまりんか（2016年 - 2017年）

2017年（前年より継続中のレギュラー番組を除く）
- 小林愛香の「公開リハーサル」
- 潔癖ラジオ！置鮎くん

2022年（前年より継続中のレギュラー番組を除く）
- 超!A&G+マンスリースペシャル　高野麻里佳のどうのコウノおっしゃらず

### テレビ
- @Tunes.
- アニサマSTATION
- ドージンワーク
- SUCH!!!

### LIVE＆DVD
- ダイノジ関連
- ロバート関連
- アメリカザリガニ関連

## 雑誌
声優アニメディア2008年7月号「出動!!声優業界探検隊 第29回」(インタビュー記事)